# Augusta (Maine)
Augusta is de hoofdstad van de Amerikaanse staat Maine. Bij de volkstelling van 2000 had de stad 18.560 inwoners. Het is een kleine stad in het zuiden van de staat, waar het staatsbestuur vrijwel de enige bezigheid is.
Augusta ligt aan de rivier de Kennebec, waar de bevaarbaarheid van de rivier begint (en tot waar de getijden van de Atlantische Oceaan nog juist doordringen).

## Geschiedenis

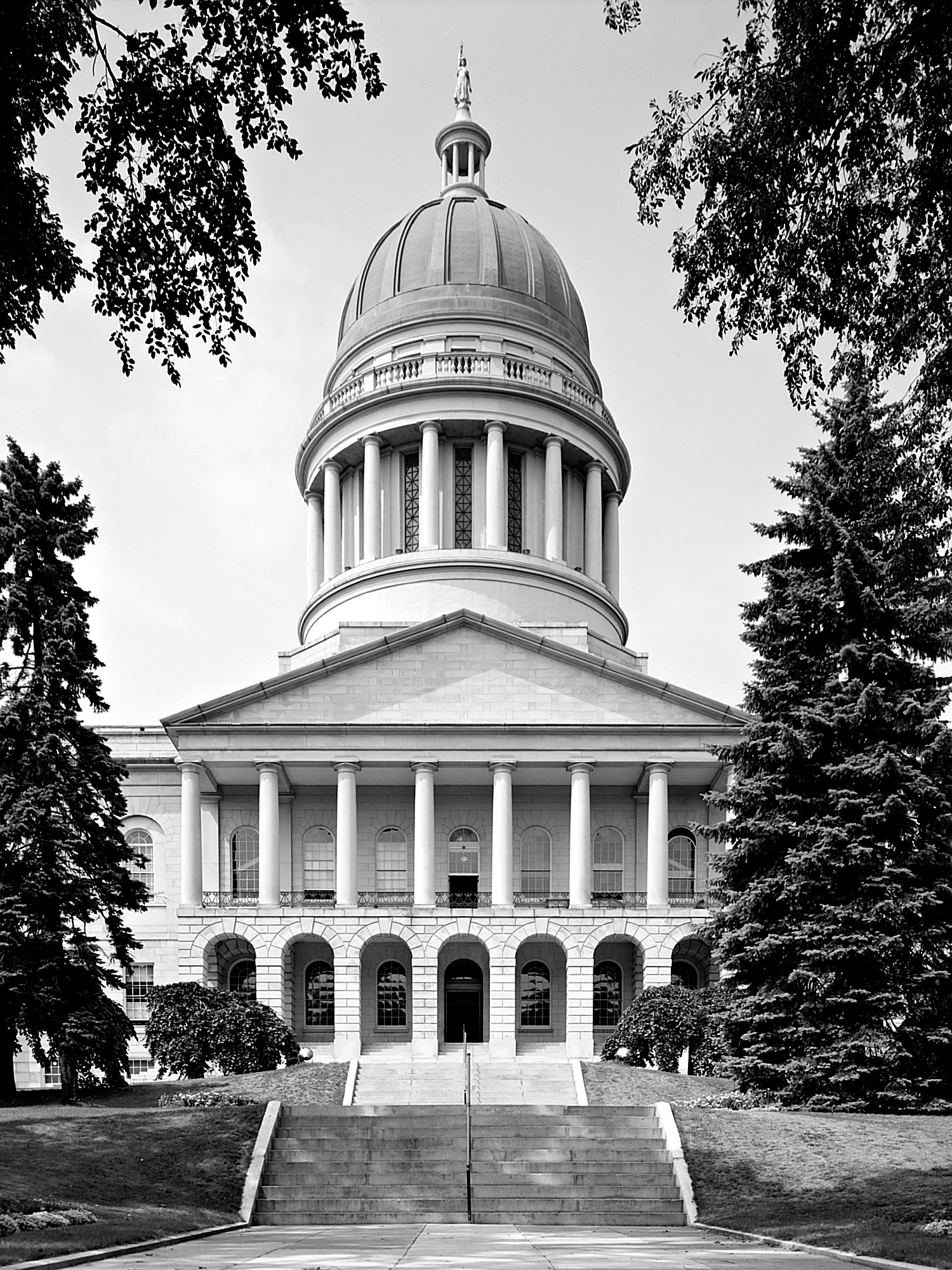
Maine State House, ontworpen door Charles Bulfinch, en gebouwd van 1829-1832

Het gebied werd voor het eerst verkend in september 1607 door leden van de Popham Colony. Dit was een Engelse kolonie in Maine, die al werd gesticht vóór de Pilgrim Fathers naar Noord-Amerika kwamen, maar die na een jaar al opgegeven werd. De eerste permanente bewoners waren kolonisten van de Plymouth Colony, die er zich in 1625 vestigden. In die tijd heette de nederzetting "Cushnoc" (of "Coussinoc" of "Koussinoc").
Het oudste houten fort in Amerika ligt aan de Kennebec rivier in Augusta. Het werd gebouwd in 1754, en is "Fort Western" genaamd.
In 1771 werd de nederzetting officieel een deel van de gemeente Hallowell. In februari 1797 werd het noordelijke deel van Hallowell, dat bekendstond als "the Fort", een aparte gemeente onder de naam "Harrington", maar in augustus van dat jaar werd de naam al veranderd in "Augusta".
Augusta werd officieel tot hoofdstad van de staat Maine uitgeroepen in 1827, hoewel het parlement van de staat bijeen bleef komen in de stad Portland tot het nieuwe parlementsgebouw, het State Capitol, klaar was in 1832. Augusta werd officieel tot stad (city) verklaard in 1849.

## Bezienswaardigheden
- Pine Tree State Arboretum, een arboretum met een botanische tuin.
- Maine State Museum en de Maine State Library, die naast de State Capital liggen.
- Capitol Park met verscheidene monumenten, dat op het terrein van de State Capital ligt.

## Transport
De stad heeft een kleine luchthaven, Augusta Airport, die een vliegverbinding heeft met Boston (en niet veel meer dan dat).
Augusta ligt aan de Interstate Highway 95 (I-95), die de stad naar het zuiden met Boston verbindt en verder naar New York, Washington en helemaal door naar Miami. Naar het noorden verbindt I-95 de stad met de Canadese provincie New Brunswick.

## Geboren
- Olympia Snowe (1947), politica
- Rachel Nichols (1980), actrice